# Сламнешти (Горж)
Сламнешти (рум. Slămnești) насеље је у Румунији у округу Горж у општини Крушет. Oпштина се налази на надморској висини од 158 m.

## Становништво
Према подацима из 2002. године у насељу је живело 246 становника, од којих су сви румунске националности.